# パティ・シーハン
パティ・シーハン（Patty Sheehan、1956年10月27日 - ）はバーモント州ミドルバリー出身のアメリカ合衆国の女子プロゴルファー。1980年からLPGAツアーに参戦し、メジャー6大会を含む通算35勝をあげている。

## アマチュア時代
シーハンは1972年から1974年にかけてネバダ高校選手権に3連勝し、1975年から1978年までネバダ州アマチュア大会で連覇し、1977年と78年にカリフォルニア女子アマチュア大会で2連勝している。1979年の全米女子アマチュアゴルフ選手権で2位となり、1980年には大学女子競技スポーツ連盟 (AIAW - 現在はNCAAに機能が受け継がれている) の全国大会で個人優勝を果たした。1980年、カーティスカップ・アメリカチームのメンバーとして全勝した。彼女はネバダ大学リノ校とサンノゼ州立大学に通った。

## プロ転向後
1980年にプロに転向し、LPGAツアーに参戦。1981年にマツダジャパンクラシックで初優勝を飾り、同年のLPGAルーキー・オブ・ザ・イヤーに選出された。1980年代を通じて強豪選手として活躍し、1983年と1984年には4勝ずつあげ、メジャー大会の全米女子プロゴルフ選手権に2連勝した。1983年はLPGAプレーヤー・オブ・ザ・イヤーも獲得している。1987年にはスポーツ・イラストレイテッドが選ぶスポーツマン・オブ・ザ・イヤーの1人となった。
シーハンの1990年代は1990年の年間5勝という成績から始まった。1992年と1994年の全米女子オープンで優勝し、1993年の全米女子プロゴルフ選手権を制し、1996年のナビスコ・ダイナ・ショア大会に勝利した。これが彼女のLPGAツアーにおける最後の優勝となった。通算30勝目をあげた1993年に世界ゴルフ殿堂入りを果たしている。1982年から1993年まで、常にLPGA賞金ランキングの上位10位以内に入った。
シーハンはレズビアンである事を公表した、初めてのLPGAプレーヤーである。シーハンとパートナーのレベッカ・ガストンには2人の養子がいる。

## LPGAツアーの優勝歴
通算35勝。太字はメジャートーナメント大会。
- 1981年：マツダジャパンクラシックの1勝
- 1982年：3勝
- 1983年：全米女子プロゴルフ選手権など4勝
- 1984年：全米女子プロゴルフ選手権など4勝
- 1985年：2勝
- 1986年：3勝
- 1988年：マツダジャパンクラシックなど2勝
- 1989年：ロチェスター・インターナショナルの1勝
- 1990年：ロチェスター・インターナショナルなど5勝
- 1991年：1勝
- 1992年：全米女子オープンなど3勝
- 1993年：全米女子プロゴルフ選手権など2勝
- 1994年：全米女子オープンの1勝
- 1995年：ロチェスター・インターナショナルなど2勝
- 1996年：ナビスコ・ダイナ・ショア大会の1勝

## LPGAツアー以外の優勝
- 1992年：全英女子オープン※
- 1992年：ウェンディーズ・3ツアー・チャレンジ (Wendy's 3-Tour Challenge - ナンシー・ロペス、ドッティー・ペッパーと共に)

## LPGAメジャー大会の成績
| トーナメント                   | 1971 | 1972 | 1973 | 1974 | 1975 | 1976 | 1977 | 1978 | 1979 | 1980 |
| ------------------------------ | ---- | ---- | ---- | ---- | ---- | ---- | ---- | ---- | ---- | ---- |
| ナビスコ・ダイナ・ショア大会 † | ...  | ...  | ...  | ...  | ...  | ...  | ...  | ...  | ...  | ...  |
| 全米女子プロゴルフ選手権       | DNP  | DNP  | DNP  | DNP  | DNP  | DNP  | DNP  | DNP  | DNP  | DNP  |
| 全米女子オープン               | DNP  | DNP  | DNP  | DNP  | DNP  | CUT  | CUT  | CUT  | CUT  | DNP  |
| デュモーリエ・クラシック       | ...  | ...  | ...  | ...  | ...  | ...  | ...  | ...  | DNP  | T28  |

| トーナメント                 | 1981 | 1982 | 1983 | 1984 | 1985 | 1986 | 1987 | 1988 | 1989 | 1990 |
| ---------------------------- | ---- | ---- | ---- | ---- | ---- | ---- | ---- | ---- | ---- | ---- |
| ナビスコ・ダイナ・ショア大会 | ...  | ...  | T30  | T8   | T7   | T38  | 2    | T63  | T23  | T11  |
| 全米女子プロゴルフ選手権     | CUT  | DQ   | 1    | 1    | T38  | 2    | T7   | CUT  | 7    | T5   |
| 全米女子オープン             | T6   | T29  | T2   | T5   | T12  | T44  | T21  | 2    | T17  | 2    |
| デュモーリエ・クラシック     | 6    | 11   | T5   | T8   | T10  | T22  | CUT  | T23  | T4   | 2    |

| トーナメント                 | 1991 | 1992 | 1993 | 1994 | 1995 | 1996 | 1997 | 1998 | 1999 | 2000 |
| ---------------------------- | ---- | ---- | ---- | ---- | ---- | ---- | ---- | ---- | ---- | ---- |
| ナビスコ・ダイナ・ショア大会 | T3   | T3   | T12  | T19  | T43  | 1    | 63   | T42  | T73  | T47  |
| 全米女子プロゴルフ選手権     | T64  | T7   | 1    | T7   | T3   | T10  | CUT  | CUT  | DNP  | T46  |
| 全米女子オープン             | T15  | 1    | 6    | 1    | T10  | T14  | T9   | CUT  | DNP  | CUT  |
| デュモーリエ・クラシック     | CUT  | T13  | DNP  | T11  | T25  | DNP  | DNP  | T59  | DNP  | DNP  |

| トーナメント               | 2001 | 2002 | 2003 | 2004 | 2005 | 2006 | 2007 |
| -------------------------- | ---- | ---- | ---- | ---- | ---- | ---- | ---- |
| クラフト・ナビスコ選手権 † | CUT  | 71   | T70  | CUT  | CUT  | CUT  | DNP  |
| 全米女子プロゴルフ選手権   | DNP  | CUT  | DNP  | DNP  | DNP  | DNP  | DNP  |
| 全米女子オープン           | DNP  | CUT  | DNP  | DNP  | DNP  | DNP  | DNP  |
| 全英女子オープン ^         | DNP  | DNP  | DNP  | DNP  | DNP  | DNP  | DNP  |

† 現在ANAインスピレーションとして知られているこのトーナメントは1999年までナビスコ・ダイナ・ショア大会であった。2000年にナビスコ選手権になり、2015年に現在の名称となった。

^全英女子オープンは 2001年からデュモーリエ・クラシックの代わりにLPGAメジャー大会に昇格した。

LA = ローアマチュア（最優秀アマチュア選手）

DNP = 出場せず

CUT = 予選落ち

WD = 棄権

DQ = 出場資格無し

... = メジャー大会ではなかった

"T" = 複数の選手と順位を分け合った（タイ）

グリーン地は優勝、黄色地はトップ10入りを表している。